# On Purpose
«On Purpose» — песня, записанная американской певицей Сабриной Карпентер с её второго студийного альбома Evolution (2016), послужившая вступительным треком альбома. Трек был написан Карпентер и её продюсером Идо Змишлани. Песня была выпущена лейблом Hollywood Records в качестве ведущего сингла с альбома Evolution, премьера состоялась 29 июля 2016 года. Танцевальный трек «On Purpose» рассказывает об отношениях, которых не должно было быть. Это сопровождалось музыкальным клипом режиссёра Джеймса Миллера, премьера которого состоялась на её канале Vevo 12 августа 2016 года. В нём Карпентер гуляла и гастролировала по Лондону.

## Предыстория и запись
22 июля 2016 года Карпентер сообщила в своих социальных сетях, что песня выйдет 29 июля, поделившись двумя фрагментами. Ранее на этой неделе она уже дразнила «big music», которая скоро выйдет.
В дополнение к продюсированию «On Purpose», Идо Змишлани спродюсировал трек и занимался дополнительной вокальной инженерией. Нолан Уэскотт играл на фортепиано и занимался вокальной инженерией. Сербан Генеа смикшировал трек, а Крис Герингер сделал мастеринг звука в Sterling Sound в Нью-Йорке. Вокал был записан в UMPG Studios в Санта-Монике, а дополнительный вокал — в Faculty Studios.

## Композиция
В музыкальном плане «On Purpose» длится три минуты пятьдесят восемь секунд. С точки зрения нотной записи, «On Purpose» была написана с использованием 44 обычных такта в тональности ре минор, с умеренным темпом 100 ударов в минуту. Песня следует последовательности аккордов Gm/B♭-Dm-C-Gm-Gm/B♭-Dm-C в куплетах, B♭-C-Dm-Cadd4 в предварительном припеве и Dm-C-F-B♭ в припеве. Вокальный диапазон Карпентера простирается от низкой ноты F3 до высокой ноты D5, что придаёт песне одну октаву и пять нот диапазона.

## Музыкальное видео
Режиссёром музыкального клипа выступил Джеймс Миллер. Премьера состоялась 12 августа 2016 года. В музыкальном клипе видно, как она скачет вприпрыжку по улицам Лондона. Предполагалось, что в него войдёт её коллега по фильму «Девушка встречает мир» Кори Фогельманис, но его сцены не вошли в окончательный вариант.

## Критический приём
Бриттани Голдфилд Родригес (Brittany Goldfield Rodrigues) из Andpop сказала: «Заглавный сингл с альбома намекал на более инди—звучание Сабрины — в сочетании с такими же эмоциональными текстами и мощным вокалом. Милая и располагающая к себе песня о любви представляет собой идеальный баланс между балладой и танцевальным треком в быстром темпе. Прекрасная лирика и насыщенный битами припев создают идеальный уникальный трек, который задаст тон записи».

## Живые выступления
Карпентер исполнил песню на сцене Honda в театре iHeartRadio в Лос-Анджелесе 25 августа 2016 года вместе с другой новой музыкой перед выходом Evolution.

## Кредиты и персонал

### Запись и менеджмент
- Записано в UMPG Studios (Санта-Моника, Калифорния)

- Дополнительный вокал записан в Faculty Studios

- Мастеринг в Sterling Sound (Нью-Йорк)

- Музыка Seven Summits (BMI) obo и Pink Mic Music (BMI), песни Universal, Inc/Music of Liberal Arts Publishing/Музыка Змишлян (BMI)

### Персонал
- Сабрина Карпентер — ведущий вокал, автор песен

- Идо Змишлани — написание песен, продюсирование, инженерия, дополнительная вокальная инженерия

- Нолан Уэскотт — фортепиано, вокальная инженерия
- Сербан Генеа — сведение

- Крис Герингер — мастеринг

Титры адаптированы из пояснительной записки Evolution.